# Matsumura Kenzō

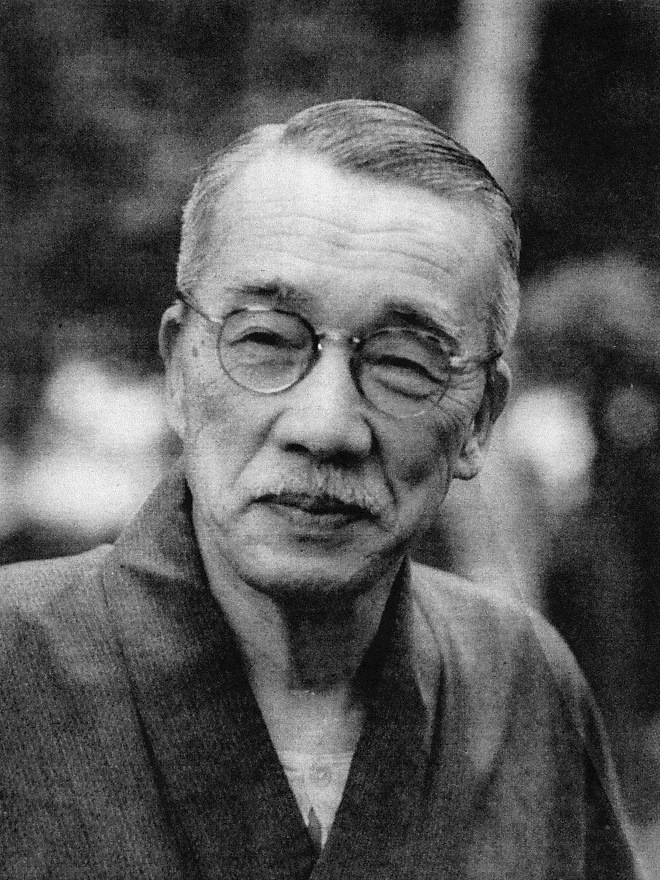
Matsumura Kenzō

Matsumura Kenzō (japanisch 松村 謙三; geboren 24. Januar 1883 in Fukumitsu (Präfektur Toyama); gestorben 21. August 1971 in Tokio) war ein japanischer Politiker und mehrfacher Minister. Er ist vor allem bekannt für seine Mitwirkung beim Ausgleich mit China.

## Leben und Wirken
Matsumura Kenzō machte seinen Studienabschluss an der Waseda-Universität. Nachdem er eine Zeitlang für die Zeitung „Hōchi shimbun“ (報知新聞) gearbeitet hatte, wurde er politisch tätig. So wurde er 1919 Mitglied der Präfekturversammlung Toyama. 1928 wurde er zum ersten Mal ins Unterhaus des Parlaments gewählt. Im Zweiten Weltkrieg führte er den politischen Ausschuss der Taisei Yokusankai. Er wurde dann zwölfmal wiedergewählt, mit einer Unterbrechung von 1946 bis 1951, als er als Politiker der Kriegszeit durch die Besatzungsbehörden von öffentlichen Ämtern ausgeschlossen wurde und somit nicht kandidieren konnte.
Matsumura war 1945 zunächst Bildungsminister und dann Minister für Gesundheit und Soziales im Kabinett Higashikuni. Dann war er von 1945 bis 1946 Minister für Landwirtschaft und Forsten im Kabinett Shidehara und Kultusminister im 2. Kabinett Hatoyama Ichirō. 1959 kandidierte er für die Präsidentschaftswahlen der Liberaldemokratischen Partei, nachdem er die harte Haltung von Premierminister Kishi Nobusuke kritisiert hatte, wurde jedoch nicht gewählt.
Zu Matsumuras Verdiensten zählt, dass ihm 1962 die Wiederaufnahme der Handelsbeziehungen mit China gelang. Zu seinen Ansichten gehörte, Bürokratie habe nichts in der Politik zu suchen und erst recht nicht das Mittel der Bestechung.